# Cephalodella pachyodon
Cephalodella pachyodon är en hjuldjursart som beskrevs av Wulfert 1937. Cephalodella pachyodon ingår i släktet Cephalodella och familjen Notommatidae. Inga underarter finns listade i Catalogue of Life.